# 人形屋ホンポ
人形屋ホンポ（にんぎょうやほんぽ）は、茨城県土浦市にある節句人形専門店。株式会社成島（Narushima Co., Ltd.）が運営。

## 概要
創業1925年の節句人形専門店。
雛人形（ひな人形）を始め、五月人形（5月人形）、鯉のぼり（こいのぼり）、羽子板・破魔弓（正月飾り）などの各種節句人形を取り扱っている。
人形の久月を始め、「人形は顔がいのち」の吉德、フジキ工芸産業など、国内大手メーカーの人形を取り扱う専門店。
- 一般社団法人日本人形協会会員。
- 第１期　節句人形アドバイザー資格
- 人形業界紙 にんぎょう日本 編集委員。

人形屋ホンポ 土浦総本店を土浦市真鍋に移転。
2020年 次世代の茨城を担う企業 NEXTいばらき 約20社に選出
2020年 長野県庁 おためし長野に選出 長野の良さを発掘するプロジェクト
出典:https://www.rakuten.ne.jp/gold/0250ya/

## 主な製品
- 2005年　タカラトミーと人形の久月”リカちゃん雛人形”の”人形屋ホンポ”コラボオリジナルモデルを発売。
- 2008年、鯉のぼり製造大手　徳永鯉のぼりとのコラボ商品”皇龍”を発売。
- 2009年、”ひな人形””五月人形””こいのぼり”において、日本国内１位の検索。（amazonの子会社アレクサ調）。
- 2014年、久月とのコラボ商品開発開始

　amazonより選ばれた20社。密林会東京初期メンバーに選出
- 2016年、吉徳とのコラボ商品開発開始

　楽天市場にて、ひな人形、五月人形で、史上初のショップ・オブ・ザ・イヤー受賞
- 2020年、自社製造商品、ひなまりがヤフーショッピングにて、ベストストアアワード2020 特別賞受賞。ひなまりが、エリアアワード、北関東・甲信越エリア第１位　趣味カテゴリ
- 2021年、ひなまりが、イオンモール、トイザらス、西松屋、など新チャネルで販売開始
- 2022年、ひなまりが、三越日本橋、藤崎百貨店、博多阪急、京王新宿、シャディなどで販売開始。 出典:https://www.rakuten.ne.jp/gold/0250ya/

## 販売店
販売店は
「店舗」は下記に本店がある。
- 土浦総本店

「インターネット店」は下記である。
- 楽天市場店
- AMAZON店
- Yahoo!ショッピング店
- WEB本店
- au PAY マーケット店

が存在する。
出典:https://www.kyugetsu.com/shop/13985/
・URLが、あやしい偽サイトなども確認されるので、正規の販売店で購入を推奨。